# Chinobrium opacum
Chinobrium opacum là một loài bọ cánh cứng trong họ Cerambycidae.